# 于奥
于奥（法語：Huos）是法国上加龙省的一个市镇，属于圣戈当区（Saint-Gaudens）巴尔巴藏县（Barbazan）。该市镇总面积4.09平方公里，2009年时的人口为469人。

## 人口
于奥人口变化图示